# 尼克羅龍
尼克羅龍（屬名：Nicrosaurus）是植龍目的一屬。牠們的外表與生活方式可能類似鱷魚，但牠們與鱷魚並非近親，而是平行演化的結果。尼克羅龍與鱷魚的主要差異在於鼻孔的位置，尼克羅龍的鼻孔位在前額，而鱷魚的鼻孔則位在口鼻部末端。

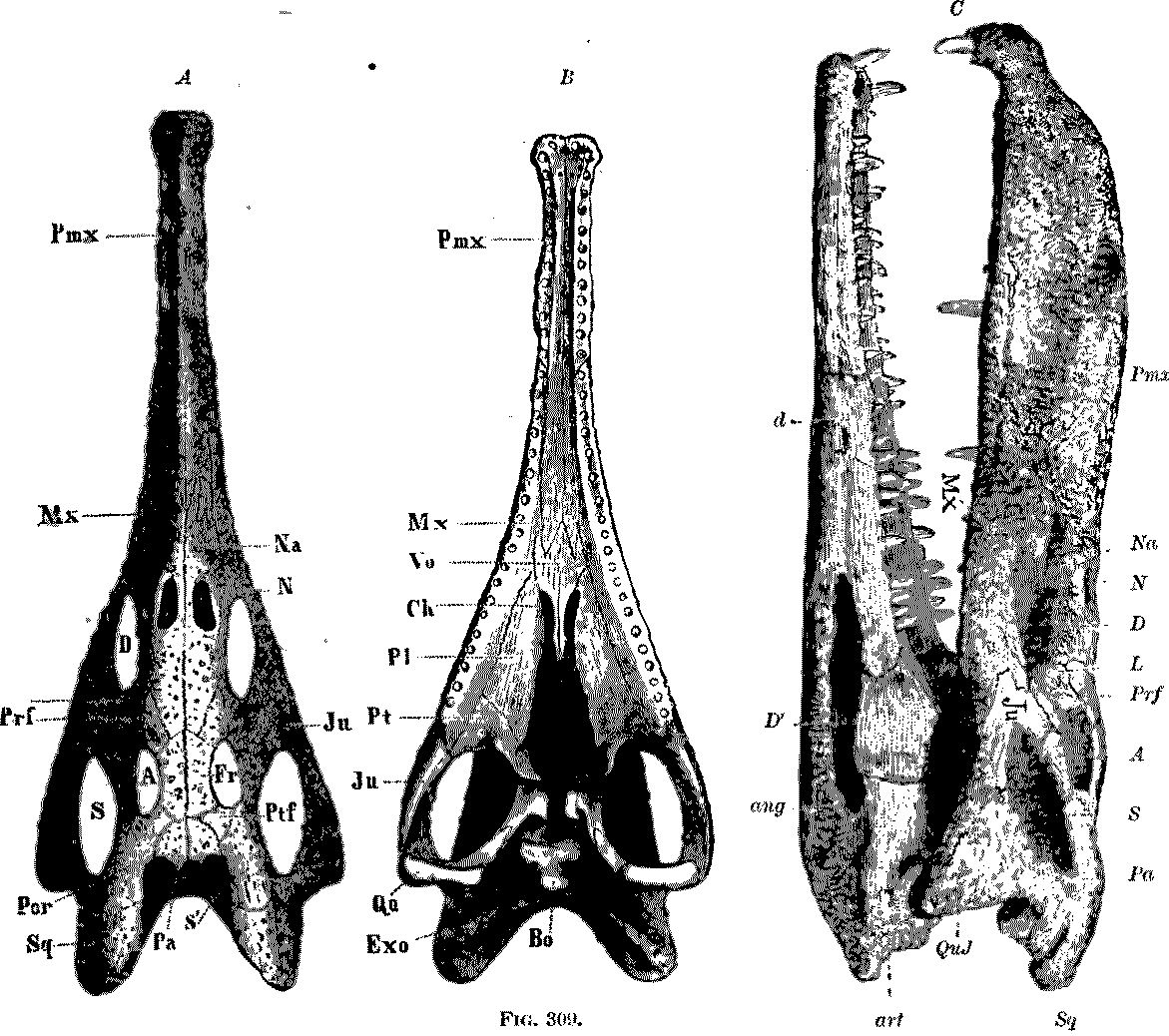
尼克羅龍的頭骨素描圖，1913年繪製

根據2002年的研究，尼克羅龍、迷鱷、雷東達龍、偽帕拉鱷都屬於偽帕拉鱷亞科。